# George Baker (músico)
George Baker, cuyo verdadero nombre de nacimiento es Johannes Bouwens (Hoorn, Países Bajos, 8 de diciembre de 1944), es un famoso cantante de pop rock neerlandés.
Fundó el grupo pop George Baker Selection en el año 1969. Con este grupo vendió más de veinte millones de discos y se hizo famoso en todo el mundo gracias al éxito masivo de los sencillos «Little Green Bag» (1970), «Paloma blanca» (1975) y «Beautiful Rose» (1977).
El tema «Paloma Blanca», fue usado en la película La Canción Del Verdugo de 1982 y «Little Green Bag» en la famosa película debut de Quentin Tarantino, titulada Reservoir Dogs de 1992. Además, destaca la versión de «Little Green Bag» interpretada por el cantante británico Tom Jones.En 1970 también hizo una versión el cantante español Bruno Lomas y su Conjunto con el título "Lo que a ti te falta"

## Biografía
Originario de Hoorn, es hijo de una madre holandesa y de un padre italiano. Hacia el año 1967, Bouwens se une a la banda Soul Invention, la cual refundaría y cambiaría su nombre por el de George Baker Selection hacía 1969. también para ese entonces opta por ponerse un seudónimo, por el cual se lo conoce. Su primer álbum debut, Little Green Bag grabado y editado por la propia banda en el año 1970; les dio su primer hit, el sencillo del mismo nombre, que alcanzó la posición #16 en la revista Cashbox y la posición #21 en el Billboard Hot 100 estadounidense. Este disco vendería más de un millón de copias a nivel mundial, por lo cual recibió un disco de oro. Para el año 1972, las ventas iban por las cinco millones de copias a nivel mundial.
En el año 1975, lanzarían su quinto álbum Paloma Blanca. Su sencillo del mismo nombre, alcanzó el número uno en las listas de éxitos de varios países.
En 1978 el grupo se separó porque había demasiada presión entre sus integrantes. La banda había vendido veinte millones de discos en todo el mundo. Luego de la separación, George Baker realizó una carrera en solitario hasta 1985, cuando formó una nueva banda George Baker Selection, que permaneció hasta 1989. Desde entonces sigue en solitario y ha editado hasta la fecha, más de diez trabajos discográficos.

## Discografía

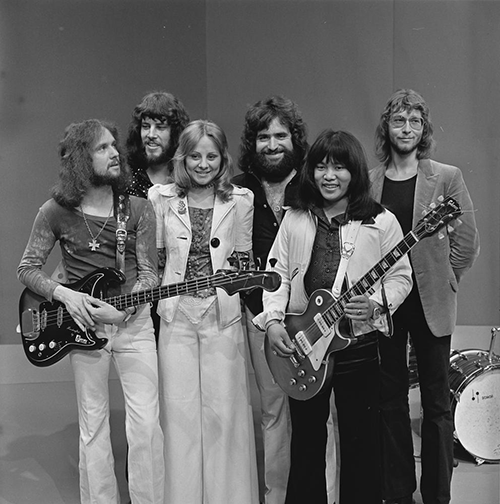
George Baker en 1974, junto a su banda George Baker Selection.

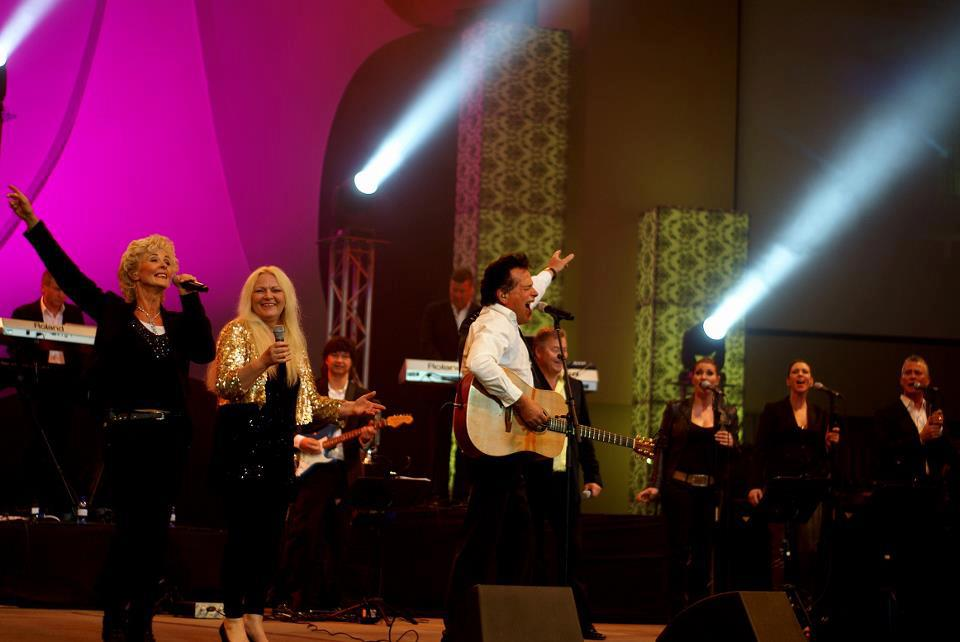
George Baker en Pretoria, Sudáfrica, 2012.

### George Baker Selection
Éstos son los álbumes que ha grabado:
- 1969: Little Green Bag
- 1970: Love in the World
- 1972: Now
- 1974: Hot Baker
- 1975: Paloma Blanca
- 1975: A Song for You
- 1976: River Song
- 1976: So Lang die Sonne Scheint
- 1977: Summer Melody
- 1983: Paradise Island
- 1985: Santa Lucia by Night
- 1987: Viva America
- 1988: Dreamboat
- 1989: From Russia with Love

### George Baker (solo)
- 1978: In Your Heart
- 1978: Another Lonely Christmas Night
- 1979: Sing for the Day
- 1980: Wild Flower
- 1981: The Winds of Time
- 1991: Love in Your Heart
- 1992: Memories
- 1993: The very best of George Baker
- 2000: Flashback
- 2009: Lonely boy
- 2014: Seventy
- 2019: 3 Chords And The Devil

### Sencillos
| Año  | Sencillo           | Posiciones en cartelera | Posiciones en cartelera | Posiciones en cartelera | Posiciones en cartelera | Posiciones en cartelera | Posiciones en cartelera | Posiciones en cartelera | Album            |
| Año  | Sencillo           | EUA                     | EUA Adult               | EUA Country             | CAN                     | CAN AC                  | CAN Country             | HOL                     | Album            |
| ---- | ------------------ | ----------------------- | ----------------------- | ----------------------- | ----------------------- | ----------------------- | ----------------------- | ----------------------- | ---------------- |
| 1969 | "Little Green Bag" | 21                      | —                       | —                       | 16                      | —                       | —                       | 9                       | Little Green Bag |
| 1970 | "Dear Ann"         | 93                      | —                       | —                       | —                       | —                       | —                       | 2                       | Little Green Bag |
| 1970 | "I Wanna Love You" | 103                     | —                       | —                       | —                       | —                       | —                       | —                       | Little Green Bag |
| 1976 | "Paloma blanca"    | 26                      | 1                       | 33                      | 10                      | 1                       | 36                      | 1                       | Paloma Blanca    |

## Versiones
George Baker ha versionado algunas canciones:
Pulsa sobre el botón en el encabezado para ordenar cada columna.
| Título                         | Versión original            |
| ------------------------------ | --------------------------- |
| All I Have to Do Is Dream      | Everly Brothers             |
| Red Red Wine                   | Neil Diamond                |
| I am... I said                 | Neil Diamond                |
| Send me the pillow             | Hank Locklin                |
| Things                         | Bobby Darin                 |
| Rose Marie                     | Dennis King & Arthur Dragon |
| I Can't Stop Loving You        | Don Gibson                  |
| I'll Be Your Baby Tonight      | Bob Dylan                   |
| Before the Next Teardrop Falls | Duane Dee                   |
| So sad                         | Everly Brothers             |